# Imagine: John Lennon (colonna sonora)
Imagine: John Lennon è la colonna sonora dell'omonimo film documentario del 1988. L'album è una raccolta di brani dei Beatles e di John Lennon solista da lui scritte (con o senza Paul McCartney) e interpretate (unica eccezione Twist and Shout, solo interpretata dai Beatles e cantata da John).
Originariamente pubblicato quell'anno come doppio album, attualmente rimane reperibile su un unico CD.
Negli Stati Uniti d'America raggiunse la trentunesima posizione in classifica, diventando disco d'oro, mentre in Gran Bretagna raggiunse la sessantaquattresima posizione.

## Tracce
1. Real Love - 2:48 (Inedita)
2. Twist and Shout - 2:33 (Originariamente dei Beatles dall'album Please Please Me)
3. Help! - 2:18 (Originariamente dei Beatles dall'album Help!)
4. In My Life - 2:25 (Originariamente dei Beatles dall'album Rubber Soul)
5. Strawberry Fields Forever - 4:07 (Originariamente dei Beatles prima uscito singolarmente e poi inserito nell'album Magical Mystery Tour)
6. A Day in the Life - 5:06 (Originariamente dei Beatles dall'album Sgt. Pepper's Lonely Hearts Club Band)
7. Revolution - 3:24 (B-side del singolo dei Beatles Hey Jude)
8. The Ballad of John and Yoko - 2:58 (Originariamente dei Beatles)
9. Julia - 2:54 (Originariamente dei Beatles dal White Album)
10. Don't Let Me Down - 3:34 (B-side del singolo dei Beatles Get Back)
11. Give Peace a Chance - 4:53 (singolo pubblicato in nessun album di Lennon)
12. How? - 3:41 (dall'album di Lennon Imagine)
13. Imagine - 1:25 (nastro demo)
14. God - 4:09  (dall'album di Lennon John Lennon/Plastic Ono Band)
15. Mother - 4:45 (dall'album di Lennon Live in New York City)
16. Stand by Me - 3:28 (dall'album di Lennon Rock 'n' roll)
17. Jealous Guy - 4:14 (dall'album di Lennon Imagine)
18. Woman - 3:33  (dall'album di Lennon Double Fantasy)
19. Beautiful Boy (Darling Boy) - 4:05  (dall'album di Lennon Double Fantasy)
20. (Just Like) Starting Over - 3:59  (dall'album di Lennon Double Fantasy)
21. Imagine - 3:02 (dall'album di Lennon Imagine)